# Uvaria heyneana
Uvaria heyneana är en kirimojaväxtart som beskrevs av Robert Wight och George Arnott Walker Arnott. Uvaria heyneana ingår i släktet Uvaria och familjen kirimojaväxter. Inga underarter finns listade i Catalogue of Life.